# Everything Not Saved Will Be Lost Part 1
Everything Not Saved Will Be Lost Part 1 è il quinto album in studio del gruppo musicale britannico Foals, pubblicato nel 2019.

## Tracce
1. Moonlight – 2:39
2. Exits – 5:57
3. White Onions – 3:05
4. In Degrees – 4:57
5. Syrups – 5:28
6. On the Luna – 3:12
7. Cafe d'Athens – 4:06
8. Surf Pt.1 – 0:44
9. Sunday – 5:54
10. I'm Done with the World (& It's Done with Me) – 3:02

## Titolo dell'album
Il titolo dell'album è tratto dall'epigrafe del romanzo di T. Michael Martin, The End Games, che afferma "Everything not saved will be lost", nato come Quit Screen Nintendo.

## Formazione
- Yannis Philippakis – voce, chitarra, basso, tastiera
- Jimmy Smith – chitarra, tastiera
- Jack Bevan – batteria
- Edwin Congreave – tastiera, sintetizzatore, basso